# Centaurea saxifraga
Centaurea saxifraga — вид квіткових рослин родини айстрових (Asteraceae). Ендемік Іспанії (Гранада).

## Середовище
Населяє рослинність високогірних вапнякових скель і перекосів на висотах 1200–1500 метрів.

## Морфологічна характеристика
Рослина 3–20 см. Період цвітіння: травень — липень.